# Principaal-agenttheorie
De principaal-agenttheorie (agency theory), ook wel het lastgever-agenttheorie, is de situatie waarin een persoon of organisatie – de agent – de bevoegdheid heeft beslissingen te nemen namens een andere persoon of organisatie – de principaal. Volgens de principaal-agenttheorie kan deze situatie zorgen voor inefficiëntie, omdat de agent (opdrachtnemer) snel de neiging zal hebben om niet alleen de belangen van de opdrachtgever na te streven bij het uitvoeren van taken voor die opdrachtgever, maar om ook in eigenbelang op te treden. Een groot deel van de corporate governance theorie heeft als doel om oplossingen te vinden voor deze inefficiëntie.

schematische weergave van de principaal-agenttheorie

## Uitleg
In situaties waarin een persoon of organisatie de bevoegdheid heeft om voor een ander persoon of organisatie te handelen, ontstaat er informatieasymmetrie in het voordeel van de agent. De opdrachtgever is niet volledig in staat om te controleren wat de opdrachtnemer doet, omdat de opdrachtgever de taak niet zelf uitvoert en daarmee bepaalde informatie niet heeft. Door de informatie- en kennisvoorsprong van de agent krijgt deze ruimte om buiten, of zelfs tegen het belang van de principaal, het eigenbelang te dienen. Dit is een moral hazard-probleem.
Opdrachtnemers (agenten) worden meestal ingeschakeld, omdat zij specialisten zijn en door hun positie dichter bij het vuur wordt deze kennisvoorsprong nog eens vergroot. De agent is weliswaar gehoorzaamheid verschuldigd aan de principaal, maar de principaal kan dit niet afdoende controleren. Voorbeelden van deze problematiek doen zich voor in de meeste verhoudingen op basis van ondergeschiktheid, zoals werkgever-werknemer, aandeelhouders-directie, hogere manager-lagere manager, minister-ambtenaar, regering-ministers, parlement-regering, of staatshoofd-regering. Door verschillende mechanismen kunnen de belangen van principaal en agent op een lijn gesteld worden of een afdoende controle worden ingebouwd.

## Extensies

### Meerdere principalen
Het probleem van meerdere principalen is een extensie van het principaal-agentprobleem. Als meerdere principalen een agent aansturen, bestaat er niet alleen het probleem dat de agent moet worden aangestuurd, maar ook dat de meerdere principalen het eerst eens moeten worden over precies welke doelen worden meegegeven aan de agent. Dat is vaak een probleem, omdat principalen er belang bij hebben dat hun individuele doelen worden nagestreefd in plaats van het algemeen belang en daarom bij de agent kunnen gaan lobbyen om hun specifieke doelen na te streven, wat ten nadele komt van efficiëntie en democratische verantwoording. Het probleem van meerdere principalen is gelinkt aan mindere efficiëntie en democratische legitimiteit in onder andere de aansturing van regering, agentschappen en ministeries, publiek-private samenwerking, intergemeentelijke samenwerking en bedrijven met meerdere aandeelhouders.

## Voorbeelden

### Werkgever-werknemer
Een van de meest voorkomende voorbeelden is de principaal-agentproblematiek in de werksfeer tussen de werknemer en diens werkgever of superieur. De baas, chef of manager kan immers niet 100% controleren wat de werknemers doen, heeft een eigen takenpakket en heeft bovendien meerdere werknemers om op te letten. De werknemer voert de taak uit en weet daardoor precies wat er gaande is. Deze informatievoorsprong verschaft de werknemer de ruimte om tot op zekere hoogte het eigen belang na te streven. Dit speelt bij alle hiërarchische verhoudingen op het werk.
Zo kan bijvoorbeeld een baas voor een bepaalde taak een tijdslimiet van 4 uur stellen. De werknemer kan het in 3 uur en voor de onderneming zou dit efficiënter zijn. De baas kan echter niet controleren hoe snel deze werkt, terwijl de werknemer dat zelf wel weet. De werknemer doet de taak in 3 uur en gebruikt het resterende uur om op internet te surfen.

### Aandeelhouders-bestuur
Tussen aandeelhouders en bestuurders binnen een onderneming speelt dezelfde problematiek, vooral wanneer de onderneming groter is, en/of het aandeelbezit versnipperd is. Niet alleen kan een aandeelhouder slecht controleren wat bestuurders doen, ook hebben bestuurders grotendeels autonomie en kunnen aandeelhouders wanneer ze verdeeld zijn geen vuist maken richting het bestuur. Publicatieregels, transparantieregels en corporate governance, alsmede bestuurdersaansprakelijkheid, vormen instrumenten waarmee kan worden voorkomen dat bestuurders ongecontroleerd hun gang kunnen gaan.
Zo pleegt bijvoorbeeld directeur verduistering door ondernemingsgelden te eigen bate aan te wenden. De aandeelhouders hebben maar een keer per jaar op de AV en het uitkomen van de jaarstukken de kans de directie te controleren. Voor een en ander uitkomt is de directeur vertrokken naar een zonnig land, de opvolger moet de rommel opruimen.

### VVE-syndicus
Tussen de VVE en de syndicus bestaat principaal-agentproblematiek, omdat in tegenstelling tot de appartementseigenaren de syndicus grote kennis heeft van onroerend goed, (onderhouds)werkzaamheden die benodigd zijn, en de markt van dienstverleners en klussers. Bovendien wordt de syndicus beloond naar ratio van verrichte werkzaamheden. Eén en ander wordt nog versterkt door het feit dat eigenaren van verhuurde appartementen de kosten door kunnen schuiven naar de huurders, terwijl de huurders hier geen enkele stem in hebben en in principe zelfs geen bezwaarrecht tegen de eindafrekening hebben. Ook bestaat de mogelijkheid dat de syndicus klussen uitbesteedt op grond van vriendjespolitiek in plaats van prijs en kwaliteit. In de extreemste gevallen worden VVE's niet behoorlijk op de hoogte gesteld of wordt gesjoemeld met de notulen, het quorum of met de oproepvereisten.
Een syndicus kan bijvoorbeeld constateren dat het dak gerepareerd moet worden. Deze kosten zijn niet gebudgetteerd. Dakdekkers rekenen gemiddeld EUR 20,000 tot EUR 30,000 voor de klus maar de syndicus benadert slechts dakdekkers met wie een relatie bestaat. Iedere eigenaar krijgt vervolgens, zonder dat er een vergadering bijeengeroepen is, een brief met drie offertes van respectievelijk EUR 29,500, EUR 30,300 en EUR 30,700 met het verzoek er eentje uit te kiezen. Goedkopere dakdekkers worden niet benaderd, de VVE krijgt niet de kans onderling te overleggen, en er wordt voorbijgegaan aan de mogelijkheid dat de VVE ook kan besluiten met geen enkele dakdekker in zee te gaan of de reparatie niet uit te laten voeren. De eigenaars, menend dat de syndicus het beste met het pand voorheeft en verder niet geïnteresseerd, tekenen zonder boe of bah. Een van de zes eigenaren tekent echter niet omdat hij de brief laat liggen en vergeet; de syndicus verklaart hierop het besluit met meerderheid van stemmen aangenomen, eraan voorbijgaand dat besluiten buiten vergadering unaniem moeten zijn.

### Opdrachtgever-opdrachtnemer
Ook bij opdrachten en projecten kan principaal-agentproblematiek ontstaan, bijvoorbeeld bij bouwprojecten. De opdrachtnemer zal hier eveneens niet geneigd zijn meer te doen dan wat de opdrachtnemer kan controleren. Ook zal de verleiding groot zijn bij het hanteren van een budget kwistig te zijn met het hanteren van kosten; wanneer de grens genaderd wordt kunnen de extra kosten als onvoorzien worden geclaimd en verhoging worden gevraagd. Bijkomend probleem is dat tussentijdse beëindiging van het project leidt tot half afgemaakt werk, bijvoorbeeld een onleefbaar huis of een bouwput van een tuin. Een en ander kan worden gemitigeerd door de opdrachtnemer in termijnen uit te betalen.
Zo hebben bijvoorbeeld drie werklieden hebben een bedrag van €5000 ontvangen om het binnenwerk van een huis op te knappen. Ze weten dat ze de klus in twee weken kunnen klaren, maar ze geven aan drie weken nodig te hebben en nemen er hun gemak van. Een keer per dag komt de opdrachtgever kijken, dan doen ze of ze druk aan het werk zijn. Na drie weken geven ze aan nog een week en nog eens €2500 nodig te hebben en de opdrachtgever betaalt in de wetenschap dat het interieur door de werkzaamheden in een onleefbare bouwput is herschapen.

### Klant-dienstverlener
Ook in de zakelijke dienstverlening komt soortgelijke problematiek voor. Wanneer een vaste vergoeding per tijdseenheid is afgesproken zal een dienstverlener geneigd zijn zo min mogelijk tijd aan het corresponderende werk te besteden. Wanneer anderzijds per tijdseenheid wordt betaald (zoals gangbaar in de advocatuur en zakelijke dienstverlening) bestaat de neiging zoveel mogelijk tijd aan een klus te besteden om meer te factureren (churning). In het meest extreme gevallen worden zelfs werkzaamheden verzonnen om tijd te kunnen schrijven, wat weer in de hand wordt gewerkt door de factureringsquota die werknemers opgelegd krijgen. Ook kan een dienstverlener de klant zelfs misleiden of aanzetten tot het afnemen van niet-noodzakelijke additionele diensten. Soms komt het voor dat een dienstverlener een schatting van de vergoeding geeft en de uiteindelijke rekening achteraf tot wel het dubbele bedraagt. Overigens is het dan ook vaak mogelijk een en ander te onderhandelen.
Een advocaat kan bijvoorbeeld namens een klant een agressieve strategie te volgen bij een juridisch geschil en het op een procedure aansturen, omdat escalatie en een rechtszaak hem meer uren gefactureerde tijd oplevert dan onderhandelingen of mediatie, en een de-escalerende strategie. Ook kan hij hierbij de winstkansen in een rechtszaak rooskleuriger voorstellen dan ze in werkelijkheid zijn.

### Colporteurs
Doordat colporteurs niet in dienst bij hun opdrachtgever zijn en buitenshuis werken, wordt de controle nog moeilijker. Vaak worden slechts doelen gesteld of worden ze slechts betaald voor zover ze succesvolle transacties sluiten. Hierdoor is de verleiding groot om zaken te doen die tegen het beleid en belang van het bedrijf ingaan, zoals klanten onder druk zetten of misleiden. Om deze reden geldt bij verkoop op afstand een bedenktijd, waarbinnen de klant zonder opgaaf van redenen de transactie kan annuleren.
Zo krijgt bijvoorbeeld een colporteur €10 voor ieder telefoonabonnement dat deze verkoopt. Om de verkoopcijfers op te krikken, worden klanten misleid en opdringerig bejegend. Nadien hebben de klanten een slecht gevoel en klagen ze bij het bedrijf. Dit biedt verontschuldigingen aan; het kan niet nagaan wat er precies gezegd is, maar er ligt wel een getekend contract. De boze klant maakt gebruik van de mogelijkheid dit te annuleren.

### Parlement-regering
Op nationaal niveau komt principaal-agentproblematiek voor tussen het parlement (de principaal) en de regering (de agent). De ministers bezitten departementen gevuld met goed opgeleide en gespecialiseerde ambtenaren. Het parlement bestaat in veel gevallen uit tussen de 50 en 500 personen die om politieke redenen zijn gekozen. Met name bij technische wetgeving, bijvoorbeeld een belastingtechnische wet, komt het hierdoor vaak voor dat de minister deze wet vrijwel ongehinderd door het parlement kan loodsen omdat dit niet de specifieke kennis heeft om deze op zijn juiste merites te beoordelen.
Zo dient bijvoorbeeld de Nederlandse regering een wet in over het vervoer, de opslag, de behandeling en verwerking van een aantal chemische stoffen. Van de 150 Tweede Kamerleden hebben er maar drie de juiste opleiding en ze zijn bovendien ondergesneeuwd in ander werk. De wet komt hierdoor vrijwel ongehinderd door de Tweede Kamer.

## Verwijzingen
1. 1 2  Eisenhardt, K.M. (1989): 'Agency Theory: An Assessment and Review' in The Academy of Management Review, Volume 14, Issue 1, p. 57–74
2. 1 2 3  'Agency Costs', Investopedia
3. 1 2 3  Jensen, M.C.; Meckling, W.H. (1976): 'Theory of the firm: Managerial behavior, agency costs and ownership structure' in Journal of Financial Economics, Volume 3, Issue 4, p. 305–360
4. ↑  Shleifer, A.; Vishny, R.W. (1997): 'A Survey of Corporate Governance' in Journal of Finance, Volume 52, Issue 2, p. 737-783
5. ↑  Hart, O. (1989): 'An Economist's Perspective on the Theory of the Firm' in Columbia Law Review, Volume 89, Issue 7, p. 1757–1774
6. 1 2 3  Voorn, B.; Genugten, M. van; Thiel, S. van (2019): 'Multiple principals, multiple problems: Implications for effective governance and a research agenda for joint service delivery' in Public Administration